# دالية الروحاء (حيفا)
دالية الروحاء إحدى قرى فلسطين المهجرة بعد حرب 1948.

## جغرافيا القرية
تقع القرية دالية الروحاء في جبل الكرمل على ارتفاع 200 عن سطح البحر فوق قمة مستوية تقريباً. تحيط بها ارضي الريحانية، الكفرين، صبارين، خربة قمبازة؛ ويمر وادي الفوار بجنوب القرية مباشرة، وهو أحد روافد الشقاق رافد وادي الطنطورة. ويبدأ من أراضيها وادي الخزنة المار جنوبيها، ووادي السلمة، ووادي البير. وترفد هذه الأودية وادي الشقاق. ومن ينابيع القرية عيون السلاف (وادي الشلاف) الواقعة على بعد نصف كيلومتر شرقيها، وعيون الخزنة في جنوبها على بعد كيلومتر، وعين أم الدفوف على بعد 1.5 كم إلى الجنوب. في كان ما مجموعه 56 دونماً مخصصاً للحبوب، و98 دونماً مروياً أو مستخدماً للبساتين. وكان ثمة خربة إلى الشمال الغربي من القرية.

## احتلال القرية
في الأول من نيسان/أبريل عام 1948، احتلّت قوات الهاجاناة قرية دالية الروحة

## تاريخ القرية
عاش في دالية الروحاء 135 نسمة من العرب في عام 1922، وارتفع العدد إلى 163 نسمة في عام 1931، وإلى 280 نسمة في عام 1945. لم يكن في القرية أي نوع من الخدمات، واعتمد اقتصدها على الزراعة وتربية المواشي. وأهم المزروعات فيها الحبوب، وقد غرست الأشجار المثمرة في مساحة صغيرة جنوبيها مباشرة. كانت للقرية شكل مستطيل يمتد من الشرق إلى الغرب؛ وكانت منازلها مبنية بالحجارة المتماسكة بالأسمنت أو بالطين، وكانت متقاربة بعضها من بعض. وكان سكان دالية الروحاء من المسلمين، ويعتاشون من الزراعة وتربية الحيوانات، ويتزودون المياه من الينابيع الكثيرة المجاورة.

## التسمية
يعود اسم القرية الدالية إلى شجيرات العنب، الدوالي التي مفردها دالية، للتفريق بينها وبين دالية الكمرمل التي قابلتها على سفوح الكرمل الجنوبية وقد نسبت للروحة.

## القرية اليوم
شاهد الحجارة من أنقاض المنازل مغطاة بالتراب والأعشاب والشجيرات الشائكة. وثمة الكثير من الصبّار تغطي أنحاء كثيرة من الموقع. وهناك عدد قليل من أشجار الزيتون والتوت والحور مبعثر في أرجاء الموقع، وتشاهَد في طرفه الجنوبي شجرة كينا كبيرة. وعلى بعد بضعة أمتار إلى الشمال من تلك الشجرة، ثمة حجارة مبعثرة بين نبات الصبّار، وهذا في أرجح الظن ما تبقى من مقبرة القرية. عند الطرف الجنوبي من الموقع، حيطان منزل ذي أرضية حجرية. بحسب بِني موريس أن الصندوق القومي اليهودي أنشأ مستعمرة رَموت مِنَشِيه على أراضي القرية، بعد نحو خمسة أشهر من طرد سكانها، وبعد نحو ثلاثة أشهر ونصف شهر من احتلالها، وذلك في 31 تموز/يوليو 1948. وتقع هذه المستعمرة بين دالية الروحاء وقرية صبّارين المجاورة. أمّا مستعمرة داليا، التي أُنشئت في سنة 1939، فهي إلى الجنوب من موقع القرية، على أرض كانت أصلاً تابعة للقرية.
يقع من زاويتها الجنوبية الغربية خين مفترق عيون الأساور، وشرقا في الطريق الذي أقامته سلطة المياة المياة الإسرائيلية في نهاية الخمسينات، كطريق لخدمات أنانيب ضخمة مطمور تحتها، إلى جانب هذه الطريق من جهة الشرق شق شارع رقم 6 المعروف أكثر بعابر «إسرائيل».

## وصلات خارجية
- موقع فلسطين في الذاكرة نسخة محفوظة 27 مارس 2019 على موقع واي باك مشين.